# Rauvolfia oligantha
Rauvolfia oligantha là một loài thực vật có hoa trong họ La bố ma. Loài này được Hendrian miêu tả khoa học đầu tiên năm 1999.